# Gabicce Mare
Gabicce Mare – miejscowość i gmina we Włoszech, w regionie Marche, w prowincji Pesaro i Urbino.
Według danych na rok 2004 gminę zamieszkiwało 5346 osób, 1336,5 os./km².

## Współpraca
Miejscowość partnerska:
- Bruksela, Belgia od 2003
- Eguisheim, Francja od 2007
- Ötigheim, Niemcy od 1999
- Spa, Belgia od 2003